# Estación de Abrunhosa
El Apeadero de Abrunhosa, originalmente denominado Apeadero de Abrunhosa-a-Velha, es una plataforma de la Línea de la Beira Alta, que sirve a la localidad de Abrunhosa-a-Velha, en el Distrito de Viseu, en Portugal.

## Características

### Localización y accesos
Esta plataforma se encuentra junto a la localidad de Abrunhosa-a-Velha.

## Historia

### Inauguración
El tramo entre Pampilhosa y Vilar Formoso de la Línea de la Beira Alta, donde este apeadero se inserta, abrió a la explotación, de forma provisional, el 1 de julio de 1882, siendo la línea totalmente inaugurada, entre Figueira da Foz y la frontera con España, por la Companhia dos Caminhos de Ferro Portugueses da Beira Alta, el 3 de agosto del mismo año.